# Klaus-Dietmar Henke
Klaus-Dietmar Henke (* 10. April 1947 in Räckelwitz) ist ein deutscher Historiker. Er hatte bis 2012 den Lehrstuhl für Zeitgeschichte an der TU Dresden inne.

## Leben
Klaus-Dietmar Henke wurde in Räckelwitz (Kreis Kamenz) in Sachsen geboren und wuchs in München auf. Nach dem Abitur am Humanistischen Wilhelmsgymnasium in München 1967 und dem Wehrdienst studierte er von 1969 bis 1974 an der Ludwig-Maximilians-Universität München Neuere und Neueste Geschichte sowie Politikwissenschaft. 1977 wurde er in München bei Karl Bosl mit einer Arbeit über die Entnazifizierungspolitik in Württemberg-Hohenzollern promoviert.
Nach kurzer Tätigkeit an der Universität der Bundeswehr in München trat Henke 1979 in das Institut für Zeitgeschichte (IfZ) ein und arbeitete dort als wissenschaftlicher Mitarbeiter in dem von dessen Direktor Martin Broszat geleiteten Forschungsprojekt „Gesellschaft und Politik in der amerikanischen Besatzungszone“. In dieser Zeit entstand sein Hauptwerk Die amerikanische Besetzung Deutschlands, mit dem sich Henke habilitierte. Die Studie ist der Versuch einer Gesamtgeschichte des Zusammenbruchjahres 1944/1945 und der ersten Begegnung von Siegern – dem „freundlichen Feind“ – und Besiegten. Dabei wird das moralische Versagen der Wehrmachtsführung ebenso deutlich wie die entfesselte nationalsozialistische Kriegsführung gegen die eigene Bevölkerung. Zugleich befasste er sich mit den kontrovers diskutierten Determinanten französischer Besatzungspolitik sowie gemeinsam mit Hans Woller mit den gesellschaftlichen, politischen und psychologischen Bedingungen politischer Säuberung in Deutschland und Europa nach dem Zweiten Weltkrieg. Henke und Woller machten dabei namentlich auf die retardierenden sozialen Gegebenheiten aufmerksam, die einer durchgreifenden Säuberung immer entgegenstehen. 1986 wurde Henke stellvertretender Chefredakteur der von Karl Dietrich Bracher und Hans-Peter Schwarz herausgegebenen Vierteljahrshefte für Zeitgeschichte. Nach dem Tod Martin Broszats 1989 fungierte er unter Ägide von Ludolf Herbst kommissarisch als stellvertretender Direktor des IfZ.
1992 wechselte Henke zu der in Gründung befindlichen Behörde des Bundesbeauftragten für die Unterlagen des Staatssicherheitsdienstes der ehemaligen Deutschen Demokratischen Republik (BStU) in Berlin und übernahm dort unter Joachim Gauck und seinem Direktor Hansjörg Geiger, dem späteren Staatssekretär des Bundesministeriums der Justiz, Aufbau und Leitung der Abteilung Bildung und Forschung. In der politisch angespannten Atmosphäre des Umbruchs gelang es, ein Forschungs- und Bildungsprogramm auf den Weg zu bringen, das Standards setzte und den Ansprüchen einer kritischen Öffentlichkeit genügte. Die Abteilung entwickelte sich rasch zu einem Zentrum der Auseinandersetzung mit der kommunistischen Geheimpolizei in Deutschland und darüber hinaus, mit ihrer Funktionslogik und ihrer Rolle in der SED-Diktatur.
Von 1997 bis 2012 war Henke Inhaber des Lehrstuhls für Zeitgeschichte in Dresden, bis 2002 zugleich Direktor des dortigen Hannah-Arendt-Instituts für Totalitarismusforschung (HAIT), einem sächsischen Landesinstitut, das von Anfang an politischen Instrumentalisierungsversuchen unterworfen war, zeitweise jedoch einen allgemein beachteten wissenschaftlichen Aufschwung nahm. Renommierte Beiratsmitglieder wie Saul Friedländer als Vorsitzender, Hans Günter Hockerts als Stellvertreter oder Christoph Kaehler flankierten diesen Neustart. Dem aus dem Institut heraus gezielt unternommenen Versuch, dem Widerstandskämpfer Johann Georg Elser die moralische Berechtigung für sein Handeln abzusprechen, stellte sich Henke entschieden entgegen. Dieser Grundsatzkonflikt führte auf Betreiben des seinerzeitigen Kuratoriumsvorsitzenden und sächsischen Wissenschaftsministers Matthias Rößler (CDU) dazu, dass Henkes Direktorat nach fünf Jahren nicht verlängert wurde. Die Genese dieses Lehrstücks politischer Einflussnahme wurde von ihm anschließend in einer minutiösen Rekonstruktion in der Zeitschrift für Geschichtswissenschaft öffentlich gemacht. Inhaltliche Schwerpunkte von Henkes Direktorat waren neben der Geschichte des Nationalsozialismus in Sachsen die DDR-Sozialpolitik oder etwa die institutionelle Verankerung der Rehabilitierung von Opfern willkürlicher Sowjetjustiz. Neben solchen überwiegend empirischen Projekten, zu denen auch eine vierbändige Geschichte der Dresdner Bank in der NS-Zeit gehörte, stand der Versuch, die damals florierende tagespolitische Verwertung des Arendtschen Denkens zu beenden und eine eng geführte nivellierende Totalitarismustheorie durch eine „funktionelle Totalitarismustheorie“ zu ersetzen.
In Berlin hat sich Henke, Rezensent politischer Literatur in der FAZ, über Jahre in Beiräten und Kommissionen intensiv an der Auseinandersetzung mit der SED-Diktatur beteiligt, namentlich als Beiratsvorsitzender und Stiftungsratsmitglied der Stiftung Berliner Mauer seit 2006. In mehreren Veröffentlichungen befasste er sich mit Revolution und Vereinigung 1989/90 sowie der Geschichte der Berliner Mauer und deren weltweiter Fortwirkung im kollektiven Gedächtnis. Zuletzt wandte er sich allerdings gegen die in seinen Augen hypertroph gewordenen staatsinstitutionellen Einrichtungen zur Aufarbeitung der DDR-Geschichte, eine Position, die er auch als Mitglied der vom Bundestag eingesetzten „Expertenkommission zur Zukunft der Behörde des Bundesbeauftragten für die Unterlagen des Staatssicherheitsdienstes der ehemaligen DDR (BStU)“ vertrat.
Henke war Sprecher der „Unabhängigen Historikerkommission zur Erforschung der Geschichte des Bundesnachrichtendienstes 1945–1968“, die ihre Arbeit 2022 beendet und ihre Ergebnisse in 15 Bänden vorgelegt hat – ein weltweit einmaliges Vorhaben, bei dem ein in voller Funktion stehender geheimer Nachrichtendienst seine Archive zugänglich macht. In diesem Rahmen verfasste er eine zweibändige Monografie zu den innenpolitischen Aktivitäten des Dienstes während der Adenauer-Zeit (Band 1: Geheime Dienste. Die politische Inlandsspionage der Organisation Gehlen 1946-1953, Berlin 2018; Band 2: Geheime Dienste. Die politische Inlandsspionage des BND in der Ära Adenauer, Berlin 2022). Große Aufmerksamkeit fand der nach sechs Jahrzehnten enthüllte und minutiös rekonstruierte Missbrauch des BND zu innen- und parteipolitischen Zwecken durch Bundeskanzler Konrad Adenauer. Die Washington Post sprach von einem „German Watergate“.

## Schriften (Auswahl)

### Monographien
- Politische Säuberung unter französischer Besatzung. Die Entnazifizierung in Württemberg-Hohenzollern. Deutsche Verlags-Anstalt, Stuttgart 1981, ISBN 3-421-01999-1 (Zugl.: München, Univ., Diss., 1977).
- Die amerikanische Besetzung Deutschlands. Oldenbourg, München 1995, ISBN 3-486-56175-8 (Zugl.: München, Univ., Habil.-Schr., 1990).
- Die Dresdner Bank 1933–1945. Ökonomische Rationalität, Regimenähe, Mittäterschaft (= Die Dresdner Bank im Dritten Reich. Band 4). Oldenbourg, München 2006, ISBN 3-486-57868-5.
- Geheime Dienste. Die politische Inlandsspionage der Organisation Gehlen 1946–1953 (= Veröffentlichungen der Unabhängigen Historikerkommission zur Erforschung der Geschichte des Bundesnachrichtendienstes 1945–1968. Band 10). Ch. Links, Berlin 2018, ISBN 3-96289-023-8. Auch als Band 10336 in der Schriftenreihe der Bundeszentrale für politische Bildung, Berlin 2018, ISBN 978-3-7425-0336-7.
- Geheime Dienste. Die politische Inlandsspionage des BND in der Ära Adenauer. (= Veröffentlichungen der Unabhängigen Historikerkommission zur Erforschung der Geschichte des Bundesnachrichtendienstes 1945–1968. Band 14). Ch. Links, Berlin 2022, ISBN 978-3-96289-157-2.
- Adenauers Watergate. Die Geheimoperation des BND gegen die SPD-Spitze, Aufbau Verlage/Ch. Links, Berlin 2023, ISBN 978-3-96289-199-2.

### Herausgeberschaften
- Lehrjahre der CSU. Eine Nachkriegspartei im Spiegel vertraulicher Berichte an die amerikanische Militärregierung (zus. mit Hans Woller), München 1984.
- Nach Hitler. Der schwierige Umgang mit unserer Geschichte – Beiträge von Martin Broszat (zus. mit Hermann Graml). Oldenbourg, München 1986, ISBN 3-486-53881-0. ISBN 3-486-64548-X.
- Von Stalingrad zur Währungsreform. Zur Sozialgeschichte des Umbruchs in Deutschland (zus. mit Martin Broszat/Hans Woller), Oldenbourg, München 1988, ISBN 3-486-54133-1.
- Politische Säuberung in Europa. Die Abrechnung mit Faschismus und Kollaboration nach dem Zweiten Weltkrieg (zus. mit Hans Woller), Deutscher Taschenbuch-Verlag, München 1991, ISBN 3-423-04561-2.
- Mit dem Pathos der Nüchternheit. Martin Broszat, das Institut für Zeitgeschichte und die Erforschung des Nationalsozialismus (zus. mit Claudio Natoli), Campus-Verlag, Frankfurt/M. 1991, ISBN 3-593-34540-4.
- Anatomie der Staatssicherheit. Geschichte, Struktur, Methoden. (MfS-Handbuch) (zus. mit Siegfried Suckut, Ehrhart Neubert, Clemens Vollnhals, Walter Süß und Roger Engelmann), Berlin 1995 ff.
- Wann bricht schon mal ein Staat zusammen? Die Debatte über die Stasi-Akten und die DDR-Geschichte auf dem 39. Historikertag 1992. Deutscher Taschenbuch-Verlag, München 1993, ISBN 3-423-02965-X.
- Aktenlage. Die Bedeutung der Unterlagen des Staatssicherheitsdienstes für die Zeitgeschichtsforschung (zus. mit Roger Engelmann), Links, Berlin 1995, ISBN 3-86153-098-8.
- Die Verführungskraft des Totalitären. Saul Friedländer/Hans Maier/Jens Reich/Andrzej Szczypiorski auf dem Hannah-Arendt-Forum 1997 in Dresden, Hannah-Arendt-Institut für Totalitarismusforschung, Dresden 1997, ISBN 3-931648-11-7.
- 20 Tage im 20. Jahrhundert. Eine Reihe im Deutschen Taschenbuchverlag in 20 Bänden (zus. mit Norbert Frei und Hans Woller), München 1997 ff.
- Totalitarismus. Sechs Vorträge über Gehalt und Reichweite eines klassischen Konzepts der Diktaturforschung. Dresden 1999, ISBN 3-931648-19-2.
- Widerstand und Opposition in der DDR (zus. mit Peter Steinbach und Johannes Tuchel), Weimar 1999, ISBN 3-412-15698-1.
- Auschwitz. Sechs Essays zu Geschehen und Vergegenwärtigung. Dresden 2001, ISBN 3-931648-35-4.
- Die Dresdner Bank im Dritten Reich. 4 Bde., München 2006.
- Wohin treibt die DDR-Erinnerung? Dokumentation einer Debatte (zus. mit Martin Sabrow u. a.), Göttingen 2007, ISBN 3-525-36299-4.
- Tödliche Medizin im Nationalsozialismus. Von der Rassenhygiene zum Massenmord, Köln 2008, ISBN 978-3-412-23206-1.
- Geschichte der Sozialpolitik in Deutschland seit 1945, Band 10: Deutsche Demokratische Republik 1971–1989. Bewegung in der Sozialpolitik, Erstarrung und Niedergang (zus. mit Christoph Boyer/Peter Skyba), Baden-Baden 2008, ISBN 978-3-7890-7331-1.
- Revolution und Vereinigung. Als in Deutschland die Realität die Phantasie überholte, München 2009, ISBN 978-3-423-24736-8.
- Die Mauer. Errichtung, Überwindung, Erinnerung. Deutscher Taschenbuch Verlag, München 2011, ISBN 978-3-423-24877-8.
- mit Jost Dülffer, Wolfgang Krieger, Rolf-Dieter Müller: Veröffentlichungen der Unabhängigen Historikerkommission zur Erforschung der Geschichte des Bundesnachrichtendienstes 1945–1968 (15 Bände). Ch. Links Verlag, Berlin 2016–2022.

### Aufsätze
- Politik der Widersprüche. Zur Charakteristik der französischen Militärregierung in Deutschland nach dem Zweiten Weltkrieg. In: Vierteljahrshefte für Zeitgeschichte 30 (1982), S. 500–537; Nachdruck in: Claus Scharf/Hans-Jürgen Schröder (Hrsg.): Die Deutschlandpolitik Frankreichs und die französische Zone 1945–1949, Wiesbaden 1983, S. 49–90.
- Mußte die Entnazifizierung scheitern? Zu einer Grundfrage der Nachkriegsgeschichte. In: Dieter Galinski/Wolf Schmidt (Hrsg.): Jugendliche erforschen die Nachkriegszeit, Hamburg 1984, S. 15–33.
- Der Weg nach Potsdam – Die Alliierten und die Vertreibung. In: Wolfgang Benz (Hrsg.): Die Vertreibung der Deutschen aus dem Osten. Ursachen, Ereignisse, Folgen, Frankfurt/Main 1985, S. 49–69; 2. Auflage 1990; 3. Auflage 1995.
- Die Grenzen der politischen Säuberung in Deutschland nach 1945. In: Ludolf Herbst (Hrsg.): Westdeutschland 1945–1955, München 1986, S. 127–133.
- Das Institut für Zeitgeschichte unter der Ägide von Martin Broszat 1972–1989. In: Ders./Claudio Natoli (Hrsg.): Mit dem Pathos der Nüchternheit. Martin Broszat, das Institut für Zeitgeschichte und die Erforschung des Nationalsozialismus, Frankfurt/Main 1991, S. 39–57; ital. Nachdruck: L' Institut für Zeitgeschichte negli anni della direzione di Martin Broszat. In: Claudio Natoli (Hrsg.): Stato e Società durante il Terzo Reich, Mailand 1993, S. 192–211.
- Die Trennung vom Nationalsozialismus. Selbstzerstörung, politische Säuberung, „Entnazifizierung“, Strafverfolgung. In: ders./Hans Woller (Hrsg.): Politische Säuberung in Europa. Die Abrechnung mit Faschismus und Kollaboration nach dem Zweiten Weltkrieg, München 1991, S. 21–83.
- Fassadien. Die Unterlagen der Staatssicherheit und die Erforschung des Honecker/Mielke-Sozialismus. In: Wolfgang-Uwe Friedrich (Hrsg.): Totalitäre Herrschaft – totalitäres Erbe, Tempe 1994, S. 199–204 (= German Studies Review, Special Issue, Fall 1994).
- Der freundliche Feind: Amerikaner und Deutsche 1944/45. In: Heinrich Oberreuter/Jürgen Weber (Hrsg.): Freundliche Feinde? Die Alliierten und die Demokratiebegründung in Deutschland, München 1996, S. 41–50.
- Staatssicherheit. In: Werner Weidenfeld/Karl-Rudolf Korte (Hrsg.): Handbuch zur deutschen Einheit, Neuausgabe, Frankfurt/Main 1996, S. 646–653.
- The American Conquest of Germany. In: Gerhard Krebs/Christian Oberländer (Hrsg.): 1945 in Europe and Asia. Reconsidering the End of World War II and the Change of the World Order, München 1996, S. 51–63.
- Menschliche Spontaneität und die Sicherheit des Staates. Zur Rolle der weltanschaulichen Exekutivorgane in beiden deutschen Diktaturen und in den Reflexionen Hannah Arendts. In: Siegfried Suckut/Walter Süß (Hrsg.): Staatspartei und Staatssicherheit. Zum Verhältnis von SED und MfS, Berlin 1997, S. 293–305.
- Spadek po komunizmie jako problem praktyczny. Do oewiadczenia niemieckie. In: Wlodzimierz Borodziej (Hrsg.): Obrachunki z historia, Warschau 1997, S. 127–137.
- Für eine „Anatomie des SED-Sozialismus“. Der leise Terror des späten Staatssozialismus braucht einen Lern- und Gedenkort. In: Deutschland Archiv 31 (1998), S. 83–86.
- Mutmaßungen über Victor Klemperers Leben in zwei deutschen Diktaturen. In: Christoph Wielepp (Red.): Leben in zwei Diktaturen, Dresden 1998, S. 15–19.
- Deutschland – Zweierlei Kriegsende. In: Ulrich Herbert/Axel Schildt (Hrsg.): Das Kriegsende in Europa. Vom Beginn des deutschen Machtzerfalls bis zur Stabilisierung der Nachkriegsordnung 1944–1948, Essen 1998, S. 337–354.
- Kriegsende West – Kriegsende Ost. Zur politischen Auswirkung kollektiver Schlüsselerfahrung 1944/45. In: Hartmut Mehringer/Michael Schwartz/Hermann Wentker (Hrsg.): Erobert oder befreit? Deutschland im internationalen Kräftefeld und die sowjetische Besatzungszone (1945/46), München 1999, S. 13–17.
- Achsen des Augenmerks in der historischen Totalitarismusforschung. In: Ders. (Hrsg.): Totalitarismus. Sechs Vorträge über Gehalt und Reichweite eines klassischen Konzepts der Diktaturforschung, Dresden 1999, S. 9–18.
- Das Hannah-Arendt-Institut für Totalitarismusforschung an der Technischen Universität Dresden. In: Études Germaniques 54 (1999), S. 77–83.
- Die Auseinandersetzung mit dem Nationalsozialismus in den beiden deutschen Staaten während der ersten Nachkriegsjahre. In: Ludger Kühnhardt/Alexander Tschurbarjan (Hrsg.): Rußland und Deutschland auf dem Weg zum antitotalitären Konsens, Baden-Baden 1999, S. 75–85 (russische Übersetzung Moskau 2000).
- Die weiche Eroberung im Westen. Amerikaner und Deutsche 1944/45. In: Detlef Junker (Hrsg.): Die USA und Deutschland im Zeitalter des Kalten Krieges 1945–1990. Band I: 1945–1968, Stuttgart 2001, S. 775–784 (engl.: Gentle Conquest in the West: Americans and Germans, 1944–1945. In: Detlef Junker (Hrsg.): The United States and Germany in the Era of the Cold War, 1945–1990. Volume I: 1945–1968, Cambridge 2004, S. 508–514).
- Advanced totalitarianism: The most obvious contradiction to democracy?. In: Stein Ugelvik Larsen (Hrsg.): The Challenge of Theories on Democracy. Elaborations over New Trends in Transitology, New York 2000, S. 395–406.
- Die „Banalität“ des Bösen. Hannah Arendt und Eichmann in Jerusalem. In: Ders. (Hrsg.): Auschwitz. Sechs Essays zu Geschehen und Vergegenwärtigung, Dresden 2001, S. 75–80.
- Geltungsbehauptungen im Staatssozialismus. Traditionskonstruktion und die Sozial- und Konsumpolitik in der DDR (zus. mit Christoph Boyer/Peter Skyba). In: Gert Melville/Hans Vorländer (Hrsg.): Geltungsgeschichten. Über die Stabilisierung und Legitimierung institutioneller Ordnungen, Weimar 2002, S. 349–373.
- Die Trennung vom Westen. Der Zusammenbruch der Anti-Hitler-Allianz und die Weichenstellung für die kommunistische Diktaturdurchsetzung in Ostdeutschland. In: Rainer Behring/Mike Schmeitzner (Hrsg.): Diktaturdurchsetzung in Sachsen. Studien zur Genese der kommunistischen Herrschaft 1945–1952. Köln 2003, S. 413–458.
- Interesse und Erkenntnis. Ein Lehrstück konzertierter Krisenregulierung in den Geisteswissenschaften am Beispiel des Dresdner Hannah-Arendt-Instituts 1999-2002. In: Zeitschrift für Geschichtswissenschaft 51 (2003), S. 205–236.
- DDR-Forschung seit 1990. In: Rainer Eppelmann/Bernd Faulenbach/Ulrich Mählert (Hrsg.): Bilanz und Perspektiven der DDR-Forschung, Paderborn 2003, S. 371–376.
- Das Böse – nur banal? Hannah Arendt wollte Adolf Eichmann entdämonisieren und prägte damit eine missverständliche Formel. In: Stefan Aust/Gerhard Spörl (Hrsg.): Die Gegenwart der Vergangenheit. Der lange Schatten des Dritten Reichs, München 2004, S. 252–258.
- 1989: la rivoluzione in Germania. In: Gian Enrico Rusconi/Hans Woller (Hrsg.): Italia e Germania 1945–2000. La costruzione dell’Europa, Bologna 2005, S. 405–419 (dt.: Die Revolution in Deutschland 1989. In: Gian Enrico Rusconi/Hans Woller (Hrsg.): Parallele Geschichte? Italien und Deutschland 1945–2000, Berlin 2006, S. 445–459).
- Bitte kein deutsches Urmeter. Herausforderungen im Umgang mit der kommunistischen Vergangenheit in Ostmitteleuropa. In: Volkhard Knigge/Ulrich Mählert (Hrsg.): Der Kommunismus im Museum. Formen der Auseinandersetzung in Deutschland und Ostmitteleuropa, Köln 2005, S. 101–105.
- Die dramatische Dekade. Über Dresden in den vierziger Jahren des 20. Jahrhunderts (zus. mit Christiane Schmitt-Teichert). In: Dresdner Geschichtsbuch 12, Dresden 2007, S. 203–230.
- Wissenschaftliche Entmenschlichung und politische Massentötung. In: Ders. (Hrsg.): Tödliche Medizin im Nationalsozialismus. Von der Rassenhygiene zum Massenmord, Köln 2008, S. 9–29.
- 1989. In: Ders. (Hrsg.): Revolution und Vereinigung. Als in Deutschland die Realität die Phantasie überholte, München 2009, S. 11–46.
- Die Berliner Mauer. In: Ders. (Hrsg.): Die Mauer. Errichtung, Überwindung, Erinnerung, München 2011, S. 11–31.
- Abenteuer Gauck-Behörde. Geheimpolizeiforschung zwischen politischen Erwartungen, behördlichen Zwängen und wissenschaftlichem Anspruch: ein persönlicher Bericht. In: Carlos Collado Seidel (Hrsg.): Geheimdienste, Diplomatie, Krieg. Das Räderwerk der internationalen Beziehungen, Berlin 2013, S. 117–129.
- Zur innenpolitischen Rolle des Auslandsnachrichtendienstes in der Ära Adenauer. In: Aus Politik und Zeitgeschichte, Nr. 18–19, 28. April 2014.
- The German Reunification: An Analysis a Quarter Century After 1989/90. In: International Journal of Korean Unification Studies, Vol. 23, No. 1, 2014, S. 1–24.
- Die Auseinandersetzung mit der NS-Vergangenheit. In: Norbert Lammert (Hrsg.): Christlich Demokratische Union. Beiträge und Positionen zur Geschichte der CDU, München 2020, S. 277–298.
- Gedächtnisverschiebung? Für eine kategoriale Asymmetrie bei der Auseinandersetzung mit der NS- und der SED-Zeit. In: Zeitschrift für Geschichtswissenschaft 64 (2017), Heft 1, S. 54–65. Nachdruck in: Volkhard Knigge (Hrsg.): Verbrechen begreifen. Nationalsozialismus, institutionalisiertes Gedächtnis und historisches Lernen nach der Zeitgenossenschaft, Göttingen 2022, S. 166–177.
- Adenauers Grenzüberschreitung. Das Komplott des Bundeskanzleramts und des Bundesnachrichtendienstes gegen die SPD-Spitze, In: Zeitschrift für Geschichtswissenschaft 72 (2024), Heft 6, S. 515–529.
- Befreiung als Zusammenbruch. Wie die Deutschen 1945 das Kriegsende erlebten. In: Blätter für deutsche und internationale Politik 70 (2025), Heft 5, S. 107–116.